# دوبرافكا أوغريشيتش
دوبرافكا أوغريشيتش (بالكرواتية: Dubravka Ugrešić)‏ هي كاتبة يوغسلافية ولاحقا أصبحت كرواتية، تخرجت من جامعة زغرب في كرواتيا. واستقرت في أمستردام منذ 1996.

## النشأة والتعليم
ولدت أوغريشيتش في 27 من مارس 1949 في كوتينا، يوغسلافيا (كرواتيا حاليًا)، من أم بلغارية، وتخصصت في الأدب المقارن واللغة الروسية من كلية الفنون في جامعة زغرب، بعد التخرج واصلت العمل في جامعة زغرب، في معهد نظرية الأدب، وعملت ككاتبة و باحثة.
غادرت دوبرافكا أوغريشيتش كرواتيا في العام 1993 لأسباب سياسية، واستغرقت في التدريس في الجامعات الأوروبية والأمريكية مثل جامعة ولاية كارولينا الشمالية في تشابل هيل وجامعة كاليفورنيا لوس أنجلوس وجامعة هارفارد وجامعة ويسليان وجامعة كولومبيا.
تستقر دوبرافكا أوغريشيتش في امسترادم حيث تعمل ككاتبة مستقلة وتكتب في عدد من المجلات الأدبية والصحف الأوروبية والأمريكية.

## الكتابة
نشرت دوبرافكا أوغريشيتش العديد من الروايات ومجموعات من القصة القصيرة، والتي ترجمت لأكثر من 30 لغة، من بينها العربية.
ترجم محمد فرغل روايتها موطن الألم والتي صدرت عن المجلس الوطني للثقافة والفنون والآداب في سلسلة إبداعات عالمية.

## الجوائز
فازت دوبرافكا أوغريشيتش بالعديد من الجوائز الأدبية كجائزة الدولة النمساوية للأدب الأوروبي عام 1998، ووصلت إلى نهائيات جائزة المان بوكر الدولية عام 2009 وجائزة جين أميري للمقال عام 2012، و جائزة نيوستاد الدولية للأدب عام 2016 وهي ثاني أعظم جائزة أدبية بعد حائزة نوبل للأدب.